# Carzano
Carzano (im Trentiner Dialekt: Carzàn) ist eine italienische Gemeinde (comune) im Trentino in der autonomen Region Trentino-Südtirol und zählt 511 Einwohner. Carzano liegt etwa 28,5 Kilometer östlich von Trient am Maso und gehört zur Comunità Valsugana e Tesino.

## Geschichte
Im Ersten Weltkrieg kam es 1917 zu schweren Kampfhandlungen in Carzano.